# Niels Henrik Abel
Niels Henrik Abel (født 5. august 1802 i Nedstrand i Tysvær, død 6. april 1829 i Froland) var en norsk matematiker.
Han blev født i Nedstrand, hvor hans far, Søren Georg Abel, var sognepræst. I 1815 kom han på katedralskolen i Christiania (i dag Oslo), og tre år senere beviste han sin matematiske genialitet med sine løsninger til Bernt Holmboes propositioner. Hans far døde, og familiens økonomi ødelagdes. Med støtte fra staten kunne Abel dog begynde på Christiania Universitet i 1821.
Abel er mest kendt for at have bevist, at det er umuligt at løse en algebraisk ligning af 5. eller højere grad ved elementære regneoperationer (se Abel-Ruffinis sætning).
Tillægsordet abelsk er afledt af hans navn og er almindeligt i matematiske skrifter. Fx abelsk gruppe og abelsk kategori.
Abel døde 26 år gammel af tuberkulose.
Abel-krateret på Månen er opkaldt efter ham.